# Miokardni infarkt
Miokardni infarkt oz. akutni miokardni infarkt, bolj znan pod izrazom (akutna) srčna kap ali srčni napad, je ena izmed 3 oblik akutnega koronarnega sindroma (preostali 2 obliki sta nestabilna angina pektoris in nenadna ishemična srčna smrt).  Je najpogostejši vzrok smrti v razvitih državah. Med pomembnejšimi dejavniki tveganja so predhodne bolezni srca in ožilja, starost, kajenje tobaka, visoka raven določenih lipidov (trigliceridov, LDL) v krvi in nizka raven drugih (HDL), sladkorna bolezen, povečan krvni pritisk, debelost idr. Nastane zaradi nestabilnega aterosklerotičnega plaka in posledične tromboze, ki pomembno zoži ali popolnoma zapre svetlino venčne arterije. Posledica je odmrtje (nekroza) srčne mišice. Značilno se kaže s srčno bolečino, ki nastopi v mirovanju ali ob najmanjšem telesnem naporu, pri okoli 20% pa je bolečina atipična ali celo odsotna. Diagnozo potrdi preiskava EKG in označevalci srčne mrtvine v krvi (troponin T ali I). Zdravi se z antitrombotičnimi (acetilsalicilna kislina, klopidogrel) in antiishemičnimi (nitrati, β-blokatorji, kisik) zdravili, v nekaterih primerih pride v poštev tudi ponovno vzpostavljanje pretoka krvi (reperfuzija).

## Etiologija
Akutni miokardni infarkt po navadi nastopi, ko v aterosklerotično spremenjeni venčni arteriji nastane krvni strdek (trombus). Ateromatozni plaki včasih postanejo nestabilni ali se vnamejo, zaradi česar lahko počijo, kar sproži strjevanje (trombozo) krvi (aktivacija trombocitov in koagulacijske kaskade) in nastanek krvnega strdka (trombusa). Ta strdek potem nenadoma oslabi ali prekine pretok krvi v določene dele srčne mišice. Čeprav se ta strdek pri skoraj 2/3 spontano raztopi (tromboliza), je zamašitev običajno dovolj dolga, da povzroči odmrtje (nekrozo) tkiva.
Redkejši vzroki so lahko arterijska embolija (z mitralne ali aortne stenoze, infektivnega endokarditisa...) ali skrčenje (spazem) venčnih arterij (zloraba kokaina pa tudi pri normalnih ali aterosklerotičnih venčnih arterijah).

## Klinična slika
Približno 2/3 bolnikov nekaj dni do nekaj tednov pred infarktom zazna opozorilne znake - stopnjujočo se ali nestabilno angino pektoris, težave z dihanjem (dušenje) in utrujenost. Prvi znak infarkta je običajno globoka bolečina v prsnem košu (stenokardija), ki nastopi v mirovanju ali ob najmanjšem naporu. Po značaju je pekoča, tiščoča ali stiskajoča. Lahko se širi v vrat, roke, hrbet, čeljust ali zgornji del trebuha in je večinoma neodvisna od dihanja ali položaja telesa. Podobna je bolečini pri angini pektoris, vendar je močnejša in traja dalj časa in za razliko od nje po dajanju nitroglicerina ali počitku ne popusti bistveno. Bolečino pogosto spremlja občutek težkega dihanja (dispneja), čezmerno znojenje (diaforeza), slabost in bruhanje. Koža je lahko bleda in hladna.
Pri okoli 20% je bolečina atipična ali celo odsotna. To opažamo predvsem pri starejših bolnikih, bolnikih z boleznimi drugih organskih sistemov, ženskah, sladkornih bolnikih in pri bolnikih po operaciji na odprtem srcu. Pri nekaterih se lahko kaže kot kratkotrajna izguba zavesti (sinkopa).
Krvni tlak je različen, večinoma pa je povišan med bolečino. Pulz je lahko šibak. Srčni toni so po navadi nekoliko tišji, skoraj vedno je prisoten 4. srčni ton. Če je prizadeta papilarna mišica zaklopke, je slišen mehak sistoličen šum nad apeksom.

### Takojšnji (akutni) zapleti
Zaradi slabše krčljivosti srčne mišice lahko v nekaj minutah do nekaj urah pride do akutnega odpovedovanja srca, zaradi česar se v pljučih kopiči tekočina in povzroči hudo dihalno stisko. Pri najhujši stopnji črpalne odpovedi srca začne padati krvni tlak in nastane kardiogeni šok. Drug zaplet so lahko nevarne motnje srčnega ritma (aritmije), ki se pojavijo nenadoma in tudi pri bolnikih, ki niso izgledali hudo prizadeti in pri katerih krčljivost srca ni hudo okrnjena. Srce lahko utripa prehitro, prepočasi ali neredno, v najhujšem primeru se lahko tudi ustavi (srčni zastoj). Bolnik ob tem nenadoma izgubi zavest in ne kaže znakov življenja. Če takoj ne začnemo z oživljanjem, bolnik umre v nekaj minutah. 

## Prva pomoč
Bolnik, ki se mu zgoraj opisana bolečina pojavi na novo, potrebuje takojšnjo zdravniško pomoč. Zaradi nevarnosti nenadnega poslabšanja ne sme voziti sam, tudi če se čuti za to sposobnega. Zelo tvegano je tudi, če ga vozijo svojci. Čas prevoza bo daljši od čakanja na urgentno reševalno vozilo, v primeru srčnega zastoja pa ga med vožnjo ne bodo mogli oživljati. Med čakanjem na reševalce damo bolniku 500mg acetilsalicilne kisline (Aspirin, Aspirin protect, Aspirin direkt, Baludon, Andol...). Če imamo pri roki gliceril-trinitrat (nitroglicerin) (Nitrolingual, Angised) mu damo pod jezik en odmerek. Odmerke lahko ponavljamo na 5 minut, če je bolnikov krvni tlak normalen ali povišan. Bolnika natančno opazujemo, ko pridejo reševalci jim izročimo morebitno zdravstveno dokumentacijo (seznam zdravil, stare izvide, EKG posnetke, bolniške odpustnice itd.).
Najpogostejša napaka bolnikov z akutnim koronarnim sindromom v Sloveniji je, da odlašajo z obiskom zdravnika, sploh, kadar se težave pojavijo ponoči. V primeru srčnega infarkta s tem z vsako minuto propade nekaj srčne mišice. Verjetnost hude trajne invalidnosti ali smrti z odlašanjem hitro narašča. Najpogostejša napaka svojcev ali očividcev v Sloveniji je, da v primeru srčnega zastoja ne začnejo takoj z oživljanjem - predvsem z masažo srca (ali pa je ne izvajajo dovolj odločno in nenehno). 

## Diagnoza
Ob sumu na miokardni infarkt je potrebno čim prej posneti EKG (že na terenu) in določiti označevalce srčne (miokardne) mrtvine (troponin T ali I, CK-MB). Na podlagi izvidov lahko ločimo nestabilno angino pektoris (pri kateri so označevalci mrtvine negativni) od miokardnega infarkta. Na podlagi EKG lahko določimo mesto infarkta in ločimo dve pojavni obliki infarkta - z dvigom spojnice ST (STEMI) in brez dviga te spojnice (NSTEMI).  Določitev, ali je infarkt STEMI ali NSTEMI je pomembna zaradi nadaljnjega izbora zdravljenja. Koronarna angiografija (slikanje venčnih arterij) je izvedena urgentno pri bolnikih s STEMI, bolnikih z vztrajajočo bolečino kljub maksimalnim odmerkom zdravil in v primeru zapletov (kardiogeni šok, nestabilne motnje srčnega ritma...). 

## Zdravljenje
Zdravljenje bolnikov s sumom na miokardni infarkt začne že zdravnik na terenu, še pred prihodom v bolnišnico. Če bolnik še ni sam vzel tablete acetilsalicilne kisline (Aspirin), mu jo da zdravnik. Bolnik dobi tudi nitroglicerin (Nitrolingual) pod jezik, kisik po maski in morfij intravenozno (v žilo). Sledi urgenten prevoz v bolnišnico, med katerim je bolnik priključen na elektrokardiografski (EKG) monitor, kisik, ima periferni venski kanal in možnost takojšnje defibrilacije in oživljanja. 
V bolnišnici se zdravljenje nadaljuje na podlagi EKG delitve infarkta na STEMI in NSTEMI. STEMI, pri katerih traja bolečina manj kot 12 ur potrebujejo čimprejšnjo in popolno in obstojno revaskularizacijo (ponovno vzpostavitev pretoka krvi) bodisi s trombolizo (raztapljanjem strdka) bodisi s perkutano koronarno intervencijo (PCI), s katero mehanično odpremo venčne arterije prek katetra vstavljenega skozi arterijo. Pri NSTEMI se oceni tveganje za razvoj koronarnih zapletov in bolj ogroženi dobijo dodatno antitrombotično zdravljenje (eptifibatid, tirofiban). Ti bolniki so tudi kandidati za zgodnji invazivni pristop, ki vključuje koronografijo (slikanje venčnih arterij) in bodisi perkutano (PCI) ali kirurško (žilni bypass iz. obvod)revaskularizacijo že v 1 do 3 dneh po sprejemu v bolnišnico. 
Bolnik z miokardnim infarktom potrebuje po odpustu iz bolnišnice rutinsko in večinoma doživljenjsko (če ni kontraindikacij) jemati zdravila, za katera je dokazano, da izboljšujejo preživetje in kvaliteto življenja. Sem spadajo acetilsalicilna kislina (Aspirin), blokatorji receptorjev beta ( β-blokatorji, beta blokerji), inhibitorji angiotenzinske konvertaze (ACEI) in statini (če imajo povišane maščobe v krvi). Pri bolnikih s STEMI se uporablja tudi dodatna antitrombotična zaščita (klopidogrel, tirofiban...). Pomembno je tudi preprečevanje ponovnih infarktov - prenehanje kajenja, normalizacija krvnega tlaka in krvnih maščob, uravnavanje krvnega sladkorja, redna in zmerna telesna aktivnost...